# Wacław Szczygielski
Wacław Szczygielski (ur. 20 marca 1905 w Wilczogębach, zm. 16 czerwca 1989 w Łodzi) – polski historyk, autor prac z okresu konfederacji barskiej. Współpracownik Polskiego Słownika Biograficznego.
Jego szwagrem był Józef Petrycki, dziennikarz i poseł na Sejm z ramienia Stronnictwa Narodowego.

## Prace
- Wacław Szczygielski: Kazimierz Pułaski pod Poznaniem. Poznań: Druk. Rob. Chrz., 1929, s. 11. OCLC 830168776.
- Wacław Szczygielski: Konfederacja barska w Wielkopolsce 1768-1770. Warszawa: PAX, 1970, s. 431. OCLC 177245513.
- Wacław Szczygielski: Pomorze w konfederacji Barskiej: (1768-1772). Poznań: Drukarnia Mieszczańska T.A., 1928, s. 28.